# Mayenne
Mayenne (53) es un departamento francés situado en la región de Países del Loira. Debe su nombre al río Mayenne. Su gentilicio en francés es Mayennais.

## Geografía
- Limita al norte con Mancha y Orne, al este con Sarthe, al sur con Maine y Loira, y al oeste con Ille y Vilaine.
- El Mont des Avaloirs es el punto más elevado del departamento (417 metros).

## Demografía
| 1801    | 1831    | 1841    | 1851    | 1856    | 1861    | 1866    |
| ------- | ------- | ------- | ------- | ------- | ------- | ------- |
| 305.654 | 352.586 | 361.392 | 374.566 | 373.841 | 375.163 | 367.855 |
| 1872    | 1876    | 1881    | 1886    | 1891    | 1896    | 1901    |
| 350.637 | 351.933 | 344.881 | 340.063 | 332.387 | 313.103 | 313.103 |
| 1906    | 1911    | 1921    | 1926    | 1931    | 1936    | 1946    |
| 305.457 | 297.732 | 262.447 | 259.934 | 254.479 | 251.348 | 256.317 |
| 1954    | 1962    | 1968    | 1975    | 1982    | 1990    | 1999    |
| 251.522 | 250.030 | 252.762 | 261.789 | 271.784 | 278.037 | 285.338 |

Notas a la tabla:
- 21 de julio de 1824: la comuna de Madré pasa de Orne a Mayenne, y la de Saint-Denis-de-Villenette pasa de Mayenne a Orne, eliminándose así sendos enclaves de un departamento en el otro.

Las mayores ciudades del departamento son (datos del censo de 1999):
- Laval: 50.947 habitantes, 62.729 en la aglomeración.
- Château-Gontier: 11.137 habitantes, 15.701 en la aglomeración.
- Mayenne: 13.724 habitantes, 15.636 en la aglomeración.